# Vasja
Vasja je moško osebno ime.

## Izvor imena
Ime Vasja je različica osebnega imena Vasilija.

## Pogostost imena
Po podatkih Statističnega urada Republike Slovenije je bilo na dan 31. decembra 2007 v Sloveniji število oseb z imenom Vasja: 20.

## Osebni praznik
Osebe z imenom Vasja lahko godujejo takrat kot Vasilij oziroma Vasilija.